# Líquido de spin cuántico
El líquido de espín cuántico es un estado de la materia que se puede lograr en un sistema de interacción de espines cuánticos. El estado se conoce como un "líquido" ya que es un desorden del estado en comparación con un ferromagnético. Sin embargo, a diferencia de otros estados desordenados, un estado cuántico de espín líquido conserva su desorden a temperaturas muy bajas.
El estado fue propuesto por primera vez por el físico Philip Warren Anderson en 1973 como el estado fundamental de un sistema de spins en una red triangular que interactúan con sus vecinos más cercanos a través de la llamada interacción antiferromagnética.